# Selenastraceae
Famille
Synonymes
- Ankistrodesmaceae Korshikov[1]

Les Selenastraceae sont une famille d'algues vertes de l'ordre des Sphaeropleales. 

## Étymologie
Le nom vient du genre type Selenastrum dérivé du latin Selen-, lune, et –astrum, « astre, étoile », littéralement « astre lunaire », en référence à la forme « en croissant de lune » de l'algue.

## Liste des genres
Selon AlgaeBase (21 mai 2025) :
- Ankistrodesmus Corda, 1838
- Curvastrum T. S.Garcia, 2016
- Drepanochloris P.Marvan, J.Komárek & A.Comas, 1984
- Gregiochloris Marvan, Komárek & Comas, 1984
- Kirchneria F.Hindák, 1988
- Kirchneriella Schmidle, 1893
- Messastrum T. S.Garcia, 2016
- Monoraphidium Komárková-Legnerová, 1969
- Planktococcomyxa I.Kostikov, T.Darienko, A.Lukesová & L.Hoffmann, 2002
- Podohedriella F.Hindák, 1988
- Pseudokirchneriella F.Hindák, 1990
- Pseudoquadrigula E.N.Lacoste de Díaz, 1973
- Quadrigula Printz, 1916
- Raphidium B.Schroeder, 1903
- Raphidocelis Hindák, 1977
- Selenastrum Reinsch, 1866
- Viridiparva T.S.García, 2022

## Systématique
Le nom correct complet (avec auteur) de ce taxon est Selenastraceae Blackman & Tansley.